# هيولت باي بارك (نيويورك)
هيولت باي بارك (بالإنجليزية: Hewlett Bay Park, New York)‏ هي معلم جغرافي تقع في الولايات المتحدة في مقاطعة ناسو، نيويورك. يقدر عدد سكانها بـ 404 نسمة ومساحتها 1.0 كم2 وترتفع عن سطح البحر 3 متر.

## التركيبة السكانية
حدّد مكتب تعداد الولايات المتحدة بيانات التركيبة السكانية لهيولت باي بارك في تعداد الولايات المتحدة. في ما يلي، التركيبة السكانية حسب تعدادي 2000 و2010.

### تعداد عام 2000
بلغ عدد سكان هيولت باي بارك 484 نسمة بحسب تعداد عام 2000، وبلغ عدد الأسر 157 أسرة وعدد العائلات 139 عائلة مقيمة في القرية. في حين سجلت الكثافة السكانية 520.4 نسمة لكل كيلومتر مربع (1,347.8/ميل2). وبلغ عدد الوحدات السكنية 163 وحدة بمتوسط كثافة قدره 175.3 لكل كيلومتر مربع (454.0/ميل2).
وتوزع التركيب العرقي للقرية بنسبة 91.32% من البيض و1.45% من الأمريكيين الأفارقة و3.93% من الأمريكيين ذوي الأصول الآسيوية و1.86% من الأعراق الأخرى و1.45% من عرقين مختلطين أو أكثر و4.75% من الهسبانيون أو اللاتينيون من أي عرق.
بلغ عدد الأسر 157 أسرة كانت نسبة 35.7% منها لديها أطفال تحت سن الثامنة عشر تعيش معهم، وبلغت نسبة الأزواج القاطنين مع بعضهم البعض 82.8% من أصل المجموع الكلي للأسر، ونسبة 2.5% من الأسر كان لديها معيلات من الإناث دون وجود شريك، بينما كانت نسبة 3.2% من الأسر لديها معيلون من الذكور دون وجود شريكة وكانت نسبة 11.5% من غير العائلات. تألفت نسبة 8.9% من أصل جميع الأسر من عدة أفراد يعيشون في نفس المنزل ونسبة 5.7% كانت تتألف من شخص يعيش بمفرده يبلغ من العمر 65 عاماً أو أكثر. وبلغ متوسط حجم الأسرة المعيشية 3.08، أما متوسط حجم العائلات فبلغ 3.23.
بلغ العمر الوسطي للسكان 44.5 عاماً. وكانت نسبة 26% من القاطنين تحت سن الثامنة عشر، وكانت نسبة 6.2% بين الثامنة عشر والرابعة والعشرين عاماً، ونسبة 19% كانت واقعةً في الفئة العمرية ما بين الخامسة والعشرين والرابعة والأربعين عاماً، ونسبة 28.3% كانت ما بين الخامسة والأربعين والرابعة والستين، ونسبة 20.5% كانت ضمن فئة الخامسة والستين عاماً فما فوق. يوجد لكل 100 أنثى 92.8 ذكر، ويوجد لكل 100 أنثى في الثامنة عشر من عمرها فما فوق 93.5 ذكر.
بلغ متوسط دخل الأسرة في القرية 200,001 دولارًا، أما متوسط دخل العائلة فبلغ 200,001 دولارًا. وكان متوسط دخل الذكور 100,001 دولارًا مقابل 43,333 دولارًا للإناث. وسجل دخل الفرد الخاص بالقرية 113,320 دولارًا. وكانت نسبة 1.5% من العائلات ونسبة 4.8% من السكان تحت خط الفقر، وكان من هؤلاء نسبة 12.6% تحت سن الثامنة عشر ونسبة 0% في الخامسة والستين من العمر وما فوق.

### تعداد عام 2010
بلغ عدد سكان هيولت باي بارك 404 نسمة بحسب تعداد عام 2010، وبلغ عدد الأسر 131 أسرة وعدد العائلات 116 عائلة مقيمة في القرية. في حين سجلت الكثافة السكانية 434.4 نسمة لكل كيلومتر مربع (1,125.1/ميل2). وبلغ عدد الوحدات السكنية 145 وحدة بمتوسط كثافة قدره 155.9 لكل كيلومتر مربع (403.8/ميل2).
وتوزع التركيب العرقي للقرية بنسبة 92.57% من البيض و5.69% من الأمريكيين ذوي الأصول الآسيوية و1.49% من الأعراق الأخرى و0.25% من عرقين مختلطين أو أكثر و5.45% من الهسبانيون أو اللاتينيون من أي عرق.
بلغ عدد الأسر 131 أسرة كانت نسبة 38.9% منها لديها أطفال تحت سن الثامنة عشر تعيش معهم، وبلغت نسبة الأزواج القاطنين مع بعضهم البعض 80.2% من أصل المجموع الكلي للأسر، ونسبة 6.9% من الأسر كان لديها معيلات من الإناث دون وجود شريك، بينما كانت نسبة 1.5% من الأسر لديها معيلون من الذكور دون وجود شريكة وكانت نسبة 11.5% من غير العائلات. تألفت نسبة 7.6% من أصل جميع الأسر من عدة أفراد يعيشون في نفس المنزل ونسبة 6.1% كانت تتألف من شخص يعيش بمفرده يبلغ من العمر 65 عاماً أو أكثر. وبلغ متوسط حجم الأسرة المعيشية 3.08، أما متوسط حجم العائلات فبلغ 3.26.
بلغ العمر الوسطي للسكان 47.0 عاماً. وكانت نسبة 25% من القاطنين تحت سن الثامنة عشر، وكانت نسبة 7.9% بين الثامنة عشر والرابعة والعشرين عاماً، ونسبة 13.9% كانت واقعةً في الفئة العمرية ما بين الخامسة والعشرين والرابعة والأربعين عاماً، ونسبة 35.6% كانت ما بين الخامسة والأربعين والرابعة والستين، ونسبة 17.6% كانت ضمن فئة الخامسة والستين عاماً فما فوق. وتوزع التركيب الجنسي للسكان بنسبة 51.5% ذكور و48.5% إناث.